# Good Bye, Lenin! (bande originale)
Albums de Yann Tiersen
C'était ici
(2002) Yann Tiersen & Shannon Wright
(2004)
Good Bye, Lenin! est la deuxième bande originale de film composé par Yann Tiersen. Ce disque a été édité une première fois par X Filme/Labels lors de la sortie du film Good Bye, Lenin! en Allemagne en février 2003, puis une deuxième fois par Virgin lors de la sortie française du film en septembre 2003. Cette deuxième édition avait une pochette et une liste des morceaux différentes.

## Liste des morceaux
| 1.  | Summer 78 (instrumental)             | 3:50 |
| 2.  | Coma                                 | 1:19 |
| 3.  | Childhood 1                          | 1:37 |
| 4.  | From Prison to Hospital              | 1:28 |
| 5.  | Mother                               | 0:50 |
| 6.  | Watching Lara                        | 1:29 |
| 7.  | Dishes                               | 0:48 |
| 8.  | First Rendez-Vous                    | 1:17 |
| 9.  | The Decant Session                   | 0:47 |
| 10. | Lara's Castle                        | 1:48 |
| 11. | The Deutsch Mark Is Coming           | 1:11 |
| 12. | I Saw Daddy Today                    | 2:05 |
| 13. | Birthday Preparations                | 2:31 |
| 14. | Good Bye Lenin                       | 4:58 |
| 15. | Childhood 2                          | 1:45 |
| 16. | Letters                              | 1:21 |
| 17. | Mother's Journey                     | 1:29 |
| 18. | Preparations for the Last TV Fake    | 3:08 |
| 19. | Mother Will Die                      | 3:10 |
| 20. | Father Is Late                       | 1:32 |
| 21. | Father and Mother                    | 2:54 |
| 22. | Finding the Money                    | 1:26 |
| 23. | Summer 78 (chanté par Claire Pichet) | 3:56 |

| 1.  | Summer 78 (chanté par Claire Pichet) | 3:55 |
| 2.  | Preparations for the Last TV Fake    | 3:07 |
| 3.  | Mother's Journey                     | 1:28 |
| 4.  | Good Bye Lenin                       | 4:57 |
| 5.  | Father and Mother                    | 2:54 |
| 6.  | Lara's Castle                        | 1:47 |
| 7.  | Childhood [1]                        | 1:37 |
| 8.  | The Deutsch Mark Is Coming           | 1:11 |
| 9.  | Childhood [2]                        | 1:44 |
| 10. | Letters                              | 1:21 |
| 11. | Mother Will Die                      | 3:09 |
| 12. | Father Is Late                       | 1:32 |
| 13. | First Rendez-Vous                    | 1:17 |
| 14. | Dishes                               | 0:47 |
| 15. | I Saw Daddy Today                    | 2:04 |
| 16. | The Decent Session                   | 0:47 |
| 17. | Watching Lara                        | 1:28 |
| 18. | Summer 78 (instrumental)             | 3:52 |

## Musiciens
- Yann Tiersen : piano, melodica, violon et vibraphone.
- Ensemble Orchestral Synaxis